# کاترینیتسه (ناحیه وستین)
کاترینیتسه (به چکی: Kateřinice) یک منطقهٔ مسکونی در جمهوری چک است که در ناحیه وستین واقع شده‌است. کاترینیتسه ۱۳٫۳۶ کیلومتر مربع مساحت و ۹۵۹ نفر جمعیت دارد و ۳۹۰ متر بالاتر از سطح دریا واقع شده‌است.